# Mercy (OneRepublic)
Mercy is een nummer van de Amerikaanse rockband OneRepublic uit 2008. Het is de vierde single van hun debuutalbum Dreaming Out Loud.
Het nummer had wereldwijd weinig succes. In de Amerikaanse Billboard Hot 100 haalde het slechts de 57e positie. In Nederland flopte het ook met een 14e positie in de Tipparade.